# Castillo de Malahide
El Malahide Castle (en español: castillo de Malahide) está situado en las cercanías de Malahide en el condado de Dublín (Dublín, Irlanda).

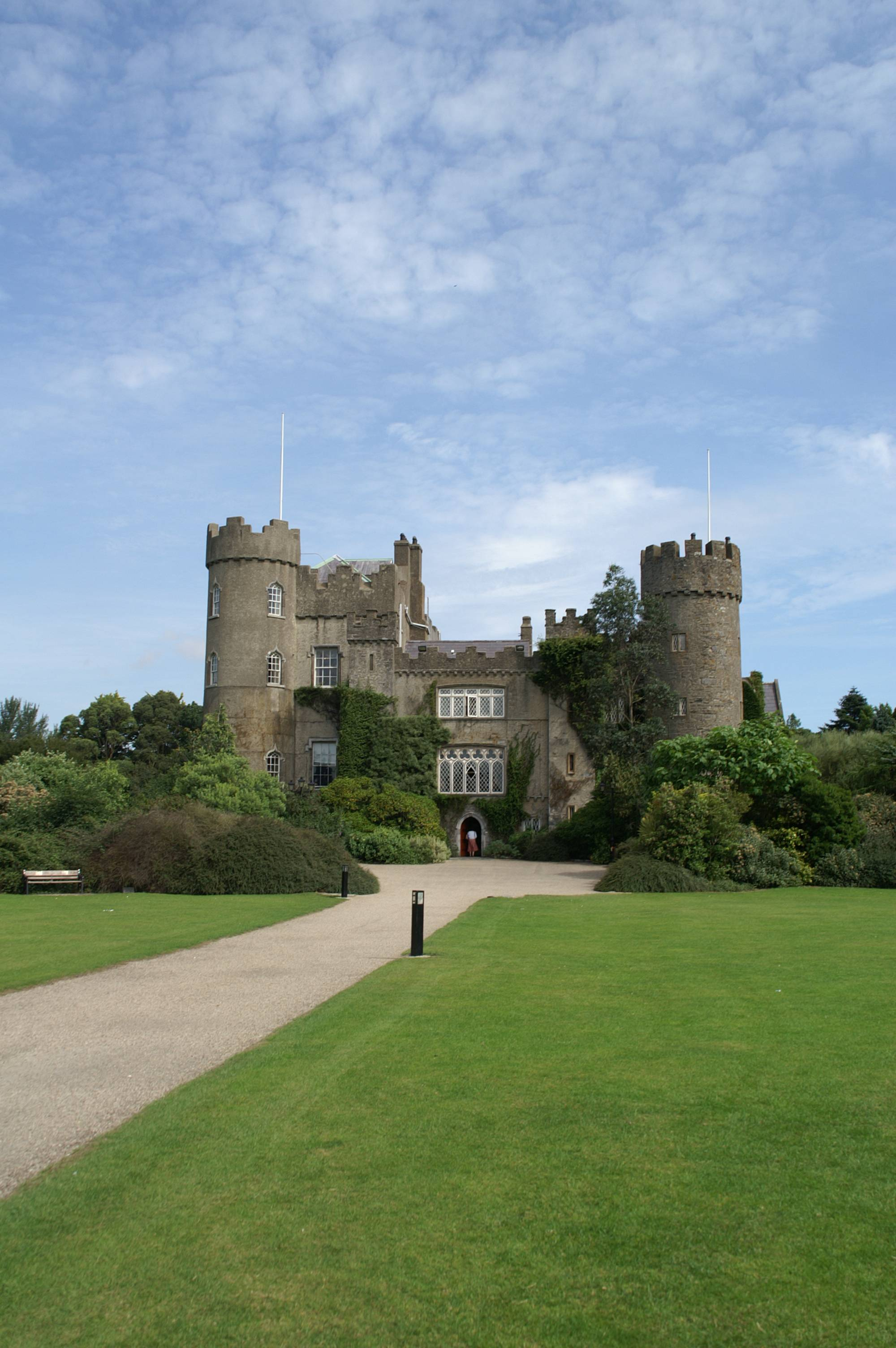
Fachada principal del castillo.

## Historia
El castillo perteneció a la familia Talbot desde 1185 hasta 1976, un total de 791 años con sólo la excepción del periodo de Oliver Cromwell, entre 1649 y 1660.
En 1174, le fueron dados las tierras y el puerto de Malahide a Richard Talbot, un caballero que acompañó a Enrique II a Irlanda. Las partes más antiguas del castillo datan del siglo XII. Durante el reinado de Eduardo IV, se realizaron los trabajos más importantes de ampliación del castillo. Las torres, finalmente, se añadieron en 1765.
En 1920, se hallaron en el castillo los Boswell papers, formados por buena parte de la correspondencia y notas del célebre biógrafo James Boswell, al parecer antepasado de algunos de los Talbot.
Tras la muerte del séptimo Barón Talbot en 1975, el castillo pasó a manos de su hermana Rose, que lo vendió al consejo del Condado de Dublín como pago de los impuestos de sucesión. El castillo y los terrenos circundantes ocupan 100 hectáreas. Las construcciones más importantes del castillo son del siglo XIV.

## Visita
En la visita al castillo, se puede ver la colección de muebles datados en el siglo XVIII, el gran vestíbulo y la oak room. En el antiguo almacén del castillo, está instalado el museo ferroviario, que contiene la colección de maquetas de trenes iniciadas por Cyril Fry.